# Mihail Jora
Mihail Jora (født 14. august 1891 i Roman - død 10. maj 1971 i Bukarest) var en rumænsk komponist.
Jora studerede i Leipzig hos Max Reger og Robert Teichmüller. Fra 1929 til 1962 var han professor ved Konservatoriet i Bukarest, sideløbende virkede han fra 1928 til 1933 som leder og grundlægger af Radioorkestret i Bukarest. I 1944 blev han vicepræsident for det rumænske komponistforbund, men havnede dog snart under opsyn grundet kritik af statsforvaltningen. I 1953 blev han rehabiliteret og blev atter indlemmet i komponistforbundet.
Han komponerede fire balletter, en symfoni, to orkestersuiter (heriblandt Moldauische Landschaften, 1924), kammermusikalske værker, klaverværker, korværker og sange.
Det rumænske orkester Filarmonică "Mihail Jora" din Bacău er opkaldt efter ham.

## Udvalgte værker
- Symfoni (1937) - for orkester
- Suite (1915) - for orkester
- "Burlesk" (1949) - for orkester
- "Moldaviens Passager" (1924) - for orkester